# Honey (2003)
Honey é um filme americano de 2003, estrelado por Jessica Alba e dirigido por Bille Woodruff.
O filme teve uma continuação lançada diretamente em vídeo em 2011, Honey 2 com Katerina Graham como protagonista.

## Recepção da crítica
O filme foi geralmente mal recebido pelos críticos. No Rotten Tomatoes, teve uma média de apenas 20% de aprovação.